# Срећо моја, мазо моја
„Срећо моја, мазо моја” је други албум Бубе Мирановић, издат 1990. године. 

## Списак песама
1. То је љубав 
(М. Ћајић - Е. Исламовић)
2. Где ћу стићи 
(Р. Ћајић - Е. Исламовић)
3. Нећу да будем жена 
(М. Ћајић - М. Ћајић)
4. Срце луталице 
(М. Ћајић - Е. Исламовић)
5. Срећо моја, мазо моја 
(Р. Ћајић - М. Мандић)
6. Вино и жене 
(М. Ћајић - М. Цветковић)
7. Заљубљени, залуђени 
(М. Ћајић - М. Мандић)
8. Оче мој 
(М. Ћајић - М. Мандић)